# Hongde
Hongde (hangul: 홍대, handzsa: 弘大, RR: Hongdae) Szöul városrésze, mely Mapho-ku (Mapo-gu) kerületben található. A Hongik Egyetem környékét nevezik így, nem hivatalos városrésznév. Híres az urbánus művészetéről, az indie zenéről, a művészi kávéházairól, modern galériáiról, divatjáról és az éjszakai szórakozóhelyeiről. Népszerű a fiatalok körében.

## A populáris kultúrában
A városrész gyakran feltűnik koreai televíziós sorozatokban:
- 2007: Coffee Prince 1 hodzsom[4][5]
- 2010: Mary Stayed Out All Night[6]
- 2011: Kkonminam ramjongage[7]
- 2012: A Gentleman’s Dignity[8]
- 2012: Love Rain[9]

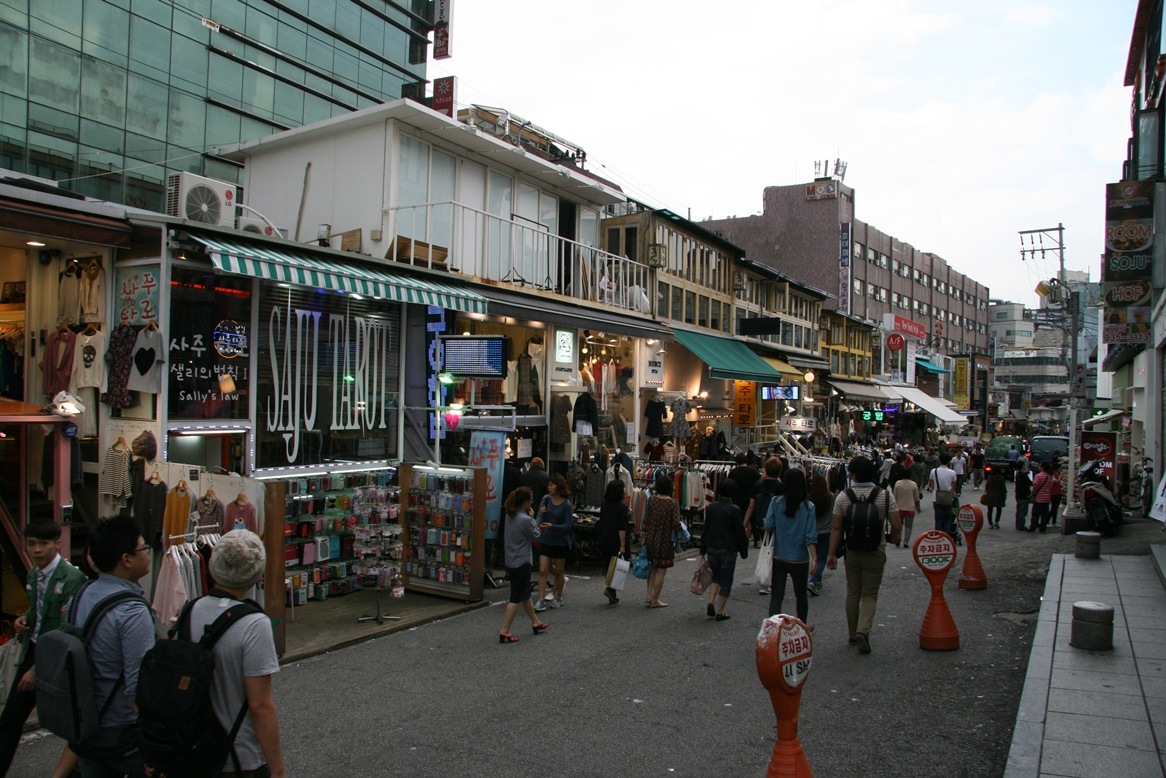
Oulmadang-ro (Eoulmadang-ro)
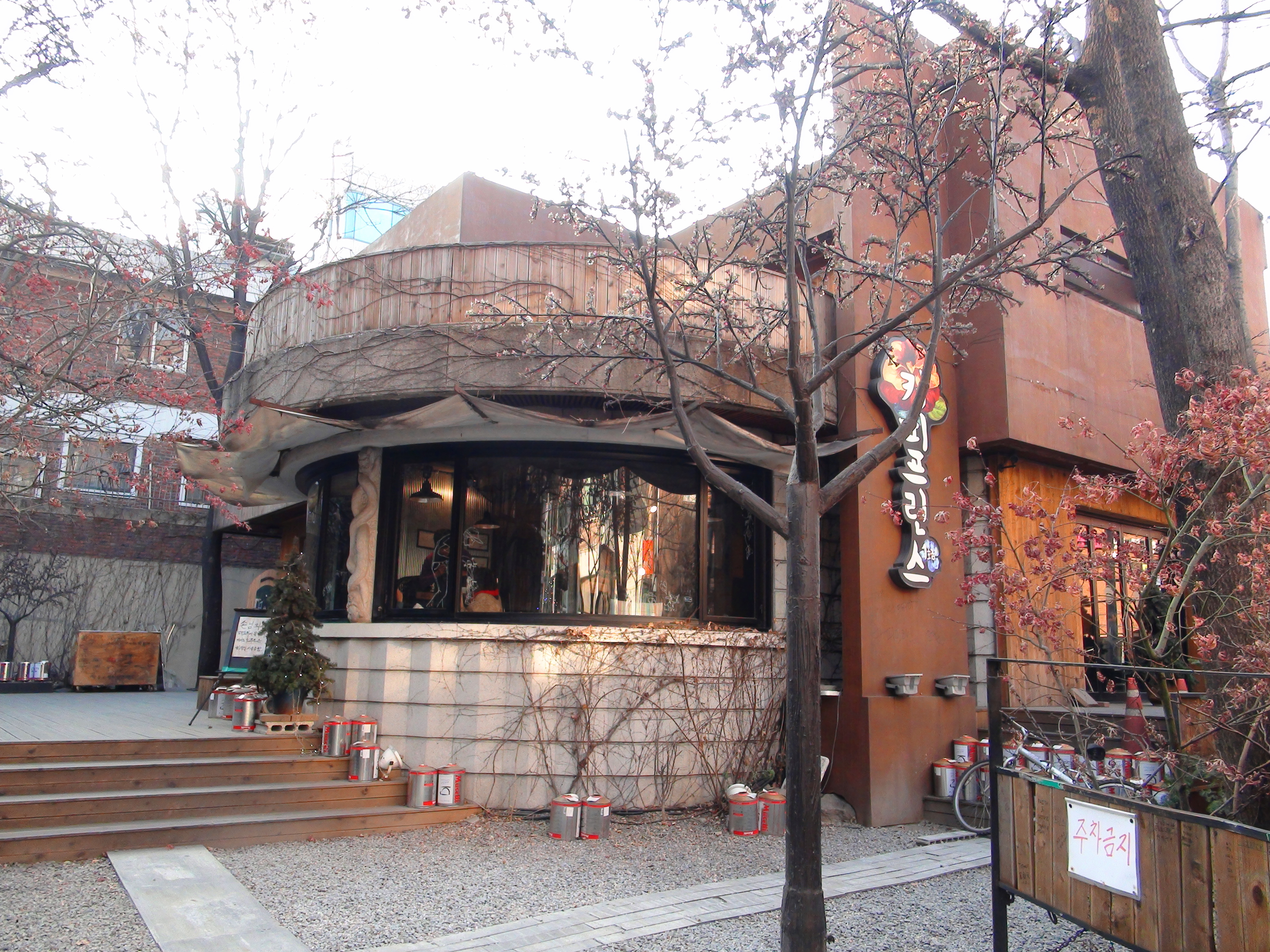
The 1st Shop of Coffee Prince kávéház
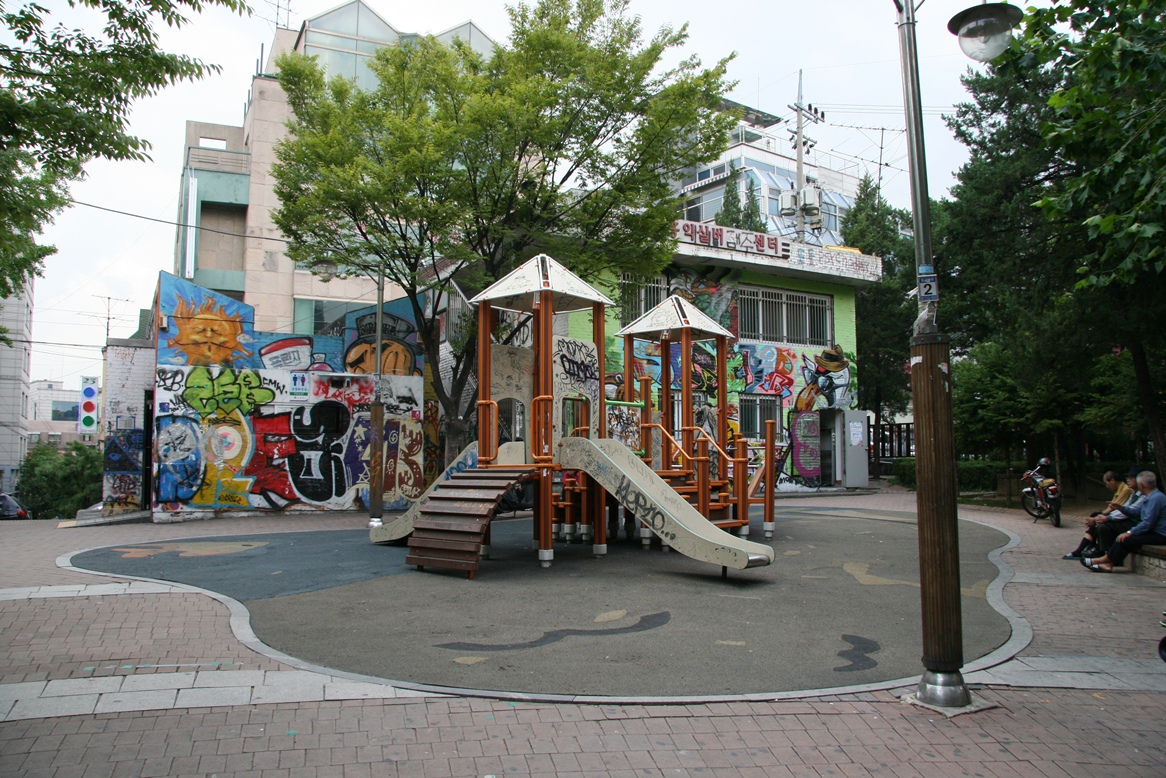
A Hongdae (Hongdae) játszótér
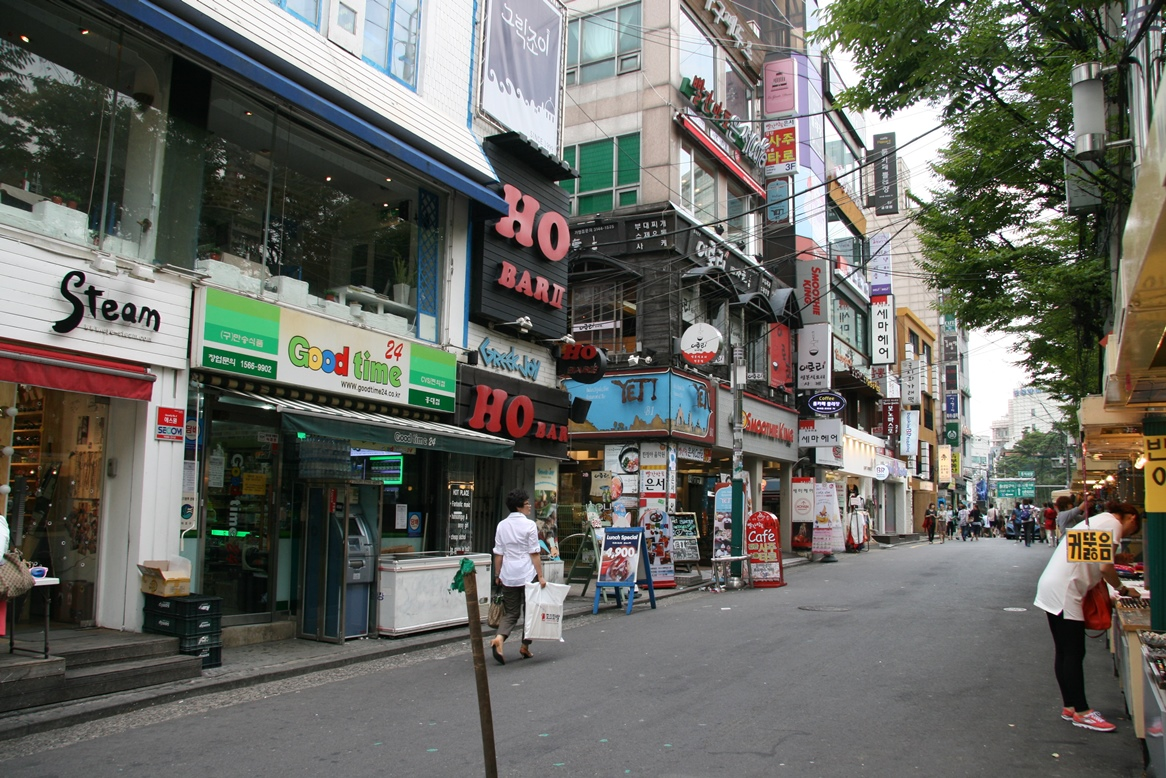
Üzletek szemben a Hongdae (Hongdae) játszótérrel